# Türkelstein
Türkelstein ist ein Gemeindeteil des Marktes Gößweinstein im Landkreis Forchheim (Oberfranken, Bayern).

## Geografie
Der in der Wiesentalb gelegene Weiler liegt etwa zweieinhalb Kilometer südöstlich des Ortszentrums von Gößweinstein auf einer Höhe von 519 m ü. NHN.

## Geschichte
Bis zum Beginn des 19. Jahrhunderts unterstand Türkelstein der Landeshoheit des Hochstifts Bamberg. Es lag in dieser Zeit im Vogteibezirk des Amtes Gößweinstein, dem in seiner Funktion als Vogteiamt die Ausübung der Dorf- und Gemeindeherrschaft zustand. Als das Hochstift Bamberg infolge des Reichsdeputationshauptschlusses 1802/03 säkularisiert und unter Bruch der Reichsverfassung vom Kurfürstentum Pfalz-Baiern annektiert wurde, wurde Türkelstein zu einem Bestandteil der während der „napoleonischen Flurbereinigung“ gewaltsam in Besitz genommenen neubayerischen Gebiete.
Durch die Verwaltungsreformen im Königreich Bayern zu Beginn des 19. Jahrhunderts wurde Türkelstein mit dem Zweiten Gemeindeedikt 1818 ein Bestandteil der Ruralgemeinde Leutzdorf. Im Zuge der Gebietsreform in Bayern wurde Türkelstein zusammen mit der Gemeinde Leutzdorf zu Beginn des Jahres 1974 nach Gößweinstein eingemeindet. 2022 zählte Türkelstein 48 Einwohner.

## Verkehr
Die von Hartenreuth kommende Kreisstraße FO 23 durchquert den Ort und führt weiter nach Etzdorf. Vom ÖPNV wird das Dorf an einer Haltestelle der Buslinien 226 und 234 des VGN bedient. Der nächstgelegene Bahnhof befindet sich in Ebermannstadt, es ist der kommerzielle Endbahnhof der Wiesenttalbahn.